# Il barone di Dolsheim
Il barone di Dolsheim è un'opera in due atti di Giovanni Pacini, su libretto di Felice Romani. La prima rappresentazione ebbe luogo al Teatro Alla Scala di Milano nell'autunno del 1818.

## Trama
La scena è in parte in campagna sulle dell'Oder, in parte in un castello governato dal signore di Blumenthal

### Atto I
Un gruppo di soldati inneggia alla propria condizione gloriosa. Giunge il re, Federico II, che ribadisce la propria gloria della Prussia. Il sovrano viene poco dopo informato che il giovane duca Carlo perde le notti nel gioco; sdegnato, decide di punirlo. Nel frattempo, giunge proprio Carlo, accompagnato dal capo degli ussari, Teodoro, sempre giocondo e ridente, e Brandt, un ufficiale, anch'egli sdegnato dal comportamento del giovane Carlo. Quest'ultimo dichiara la volontà di rendersi un uomo migliore, ammogliandosi. Tuttavia, egli ignora l'identità della ragazza che ha destato il suo interesse, che ha incontrato solo una volta a passeggio. La fanciulla è in realtà Amalia, una delle due figlie del governatore di Blumenthal, sempre malinconico ed alla ricerca del vero amore; a lei fa contraltare la sorella, Batilde, che invece rifugge le passioni amorose e vuole solo dedicarsi al divertimento ed al ballo. Le due ragazze sono isolate dal padre, e non è concesso loro di vedere nessuno; dunque nella mente di Amalia è ancora ben impressa l'immagine del giovane Carlo. Giunge proprio quest'ultimo, che ha recato, assieme a Teodoro, una lettera per il governatore. La lettera è firmata da re Federico stesso, che ordina al signore di tener prigioniero Carlo nel suo castello. Quest'ultimo, che ha riconosciuto la sua amante in Amalia, gioisce a questa notizia, con grande confusione del governatore. Quest'ultimo interrompe la gioia annunciando che Carlo non potrà girare libero nel castello, ma sarà chiuso fra quattro mura. Carlo, Teodoro, Batilde (che intanto si è invaghita dell'ussaro) e Amalia, in barba al governatore, cercano dunque un modo per eludere la prigionia. Partito Teodoro, giunge Brandt, che cerca di parlare con Carlo; di fronte all'ostinazione del governatore a non farlo passare, il vecchio ufficiale giura di far sentire le sue ragioni a Federico stesso. Intanto lo stesso sovrano sta ascoltando alcune suppliche da parte dei suoi sudditi nel proprio padiglione reale. Brandt si avvicina, e gli consegna una supplica scritta; ma Federico, irritato da tanto orgoglio, consegna all'ufficiale un nuovo ordine, che impone anche a lui la medesima prigionia di Carlo. Brandt gioisce a tale notizia. Intanto, le due figlie del governatore introducono Teodoro nel castello, per far fuggire Carlo: tuttavia il piano è interrotto da Brandt, che conduce la lettera del re, che con le sue urla provoca la confusione generale. Il governatore, andando incontro a Carlo, nota le ragazze con Carlo e Teodoro, ed intuisce l'inghippo; la situazione è resa ancora più confusionaria dal giungere di re Federico, che, assistendo alla confusionaria scena, intuisce l'amore fra Amalia e Federico, e condanna il giovane Carlo a rimanere chiuso nel castello anche durante la battaglia, senza la possibilità di combattere al suo fianco; inoltre, confina le figlie del governatore in una nuova, più sicura fortezza. Tutti partono, sconcertati e confusi.

### Atto II
Teodoro si avvicina alla prigione delle ragazze per incontrare Batilde e liberare Amalia; tuttavia, proprio nei pressi della fortezza, incontra la prima, che narra di essere scappata attraverso il parco. La ragazza dice al soldato di temere l'amore, per le noie che porta; tuttavia, Teodoro la convince che due anime gioconde come loro non possono che stare bene assieme. Partita Batilde, giunge Brandt, desideroso di perorare nuovamente la causa di Carlo presso il re, che si trova dentro la fortezza antistante. Tuttavia, il re, parlando col governatore, ha già deciso di dare in sposa a Carlo Amalia, e di perdonarlo. La gioia universale si tramuta però in sgomento quando giunge la notizia che il giovane è fuggito dalla sua prigionia ed ha disertato. Federico rinnova la sua furia, mentre un gruppo di ufficiali annuncia che il nemico ha varcato il fiume e si avvicina al villaggio. Giurando di mettere a morte il giovane disertore, Federico si precipita sul campo. Mentre lo scontro volge al peggio, Brandt si imbatte nel fuggitivo, e lo invita a scappare, consegnandogli una borsa d'ora; Carlo, però, rifiuta di compiere una tale viltà. Giunge pure Teodoro, che annuncia che gli eserciti battono in ritirata. Carlo, per riacquistare l'onore, incita con veemenza i soldati in fuga a recuperare il coraggio. Tutti sono colpiti dal discorso del giovane, e rinnovano il proprio valore, mentre Brandt e Teodoro perdonano l'amico. A questo punto, le sorti dello scontro vengono ribaltate, ed il nemico viene sconfitto. Federico, nel proprio padiglione, dopo la vittoria, riflette sulla strana battaglia appena conclusasi, mentre emette definitivamente la sentenza di morte per Carlo. Tuttavia giunge Amalia, disperata, per chiedere pietà al re per Carlo. Il re si mostra impassibile, anche se è colpito dal dolore della ragazza. Partita Amalia, giungono Teodoro e Brandt, che narrano quanto accaduto ad uno sconcertato sovrano. Nel frattempo, Amalia è distrutta, nonostante il conforto del padre e della sorella, credendo che ormai Carlo sia morto; tuttavia, il suo dolore si tramuta in gioia, non appena giunge la nuova che Federico ha perdonato Carlo in seguito al racconto di Brandt e Teodoro, e gli ha rinnovato il titolo. L'opera si conclude nel giubilo generale.

## Struttura musicale
- Sinfonia

### Atto I
- N. 1 - Introduzione e Cavatina di Federico Brutta cosa, il mondo dice - Brave truppe! son contento (Federico, Coro)
- N. 2 - Terzetto fra Brandt, Carlo e Teodoro Bella vita!... Un militare!...
- N. 3 - Duetto fra Amalia e Batilde Cara, adorata immagine
- N. 4 - Quintetto Grazie o sorte! a me fia dato (Carlo, Amalia, Teodoro, Batilde, Governatore)
- N. 5 - Coro e Duetto fra Federico e Brandt Entrar si facciano - Qual linguaggio? Qual baldanza?
- N. 6 - Finale I Non fiatate... / Tremo tutta (Amalia, Batilde, Teodoro, Carlo, Brandt, Governatore, Federico, Coro)

### Atto II
- N. 7 - Coro e Duetto fra Batilde e Teodoro Del novel governatore - Io mi accorgo che l'amore
- N. 8 - Sestetto Sconoscente! allor ch'io stesso (Federico, Amalia, Batilde, Teodoro, Brandt, Governatore, Coro)
- N. 9 - Aria di Carlo Ovunque il passo io movo
- N. 10 - Giuramento Carlo, un bacio: io ti perdono (Brandt, Teodoro, Carlo, Coro)
- N. 11 - Duetto fra Amalia e Federico In quel cor confido e spero
- N. 12 - Coro e Aria Finale di Amalia Sul fior degli anni suoi!... - Ah! per me l'avversa sorte (Amalia, Coro, Batilde, Governatore, Carlo, Brandt, Teodoro)

Come per molte opere ottocentesche, anche il barone di Dolsheim subì numerose modifiche strutturali. In una ripresa del 1824, il N. 3 fu cassato e sostituito da una cavatina per Amalia, così come il N. 7 (duetto fra Batilde e Teodor) e il N. 10, mentre viene aggiunta al posto di quest'ultimo pezzo un'aria per Brandt (Era notte, scura scura). In un'altra ripresa, nel 1821, furono parimenti cassati i due duetti di Batilde, a favore sempre di una cavatina per Amalia ed un'aria per Teodoro, Vidi un giorno passeggiando. Una ripresa del 1825, cassando sempre Batilde dal N. 3, riserva a quest'ultima un'aria al posto del N. 7, Lusinga amore, è vero.